# ヒドラオテス・カオス
ヒドラオテス・カオス（英: Hydraotes Chaos）は、火星のオクシア・パルス四辺形に位置する地域の地名。
長さ約417.5km、名前は火星の運河ヒドラオテスに由来する。